# Johan de Kock
Johan de Kock (Sliedrecht, 25 ottobre 1964) è un ex calciatore olandese, di ruolo difensore.

## Palmarès

### Club
- Coppa UEFA: 1

Schalke 04: 1996-1997